# Belen
Belen là một huyện thuộc tỉnh Hatay, Thổ Nhĩ Kỳ. Huyện có diện tích 130 km² và dân số thời điểm năm 2007 là 26256 người, mật độ 202 người/km².